# Giovanni da Salerno (domenicano)
Giovanni da Salerno (Salerno, 1190 – Firenze, 1242) è stato un religioso italiano. Sacerdote dell'Ordine dei frati predicatori, il suo culto come beato è stato confermato da papa Pio VI nel 1783.

## Biografia
Nato da una nobile famiglia di origine normanna, compì gli studi a Bologna e, quando era probabilmente già sacerdote e dottore, nel 1219 abbracciò la vita religiosa nell'ordine domenicano sotto l'influenza di Reginaldo d'Orléans.
Fu messo alla guida di una comunità di undici frati inviata a Firenze per fondarvi il convento domenicano. Alloggiò inizialmente presso l'ospedale di San Gallo, poi a Pian di Ripoli, a San Paolo e San Pancrazio. Il cardinale Ugolino, infine, concesse a Giovanni e ai suoi confratelli la chiesa di Santa Maria Novella, di cui i domenicani presero possesso il 20 novembre 1221.
Prese parte al capitolo generale celebrato nel 1221 a Bologna e vi tornò per i funerali di san Domenico.
Predicò valentemente soprattutto contro i patarini e papa Gregorio IX lo nominò inquisitore. Sempre per incarico di Gregorio IX, riformò il monastero benedettino di Sant'Antimo; nello stesso periodo, fondò il monastero delle domenicane di Sant'Iacopo a Ripoli.

## Il culto
Le sue spoglie sono conservate sotto l'altare maggiore della chiesa conventuale di Santa Maria Novella.
Papa Pio VI, con decreto del 2 aprile 1783, ne confermò il culto con il titolo di beato.
Il suo elogio si legge nel martirologio romano al 9 agosto.